# Santa Maria (Pangasinan)
Santa Maria é um município de  quarta classe de renda municipal (d) na província Pangasinan, nas Filipinas. De acordo com o censo de 1 de maio  de  2020 possui uma população de 34 220 pessoas e 8 249 domicílios.